# Anoplodactylus digitatus
Anoplodactylus digitatus is een zeespin uit de familie Phoxichilidiidae. De soort behoort tot het geslacht Anoplodactylus. Anoplodactylus digitatus werd in 1879 voor het eerst wetenschappelijk beschreven door Böhm. 